# Överspänningsskydd

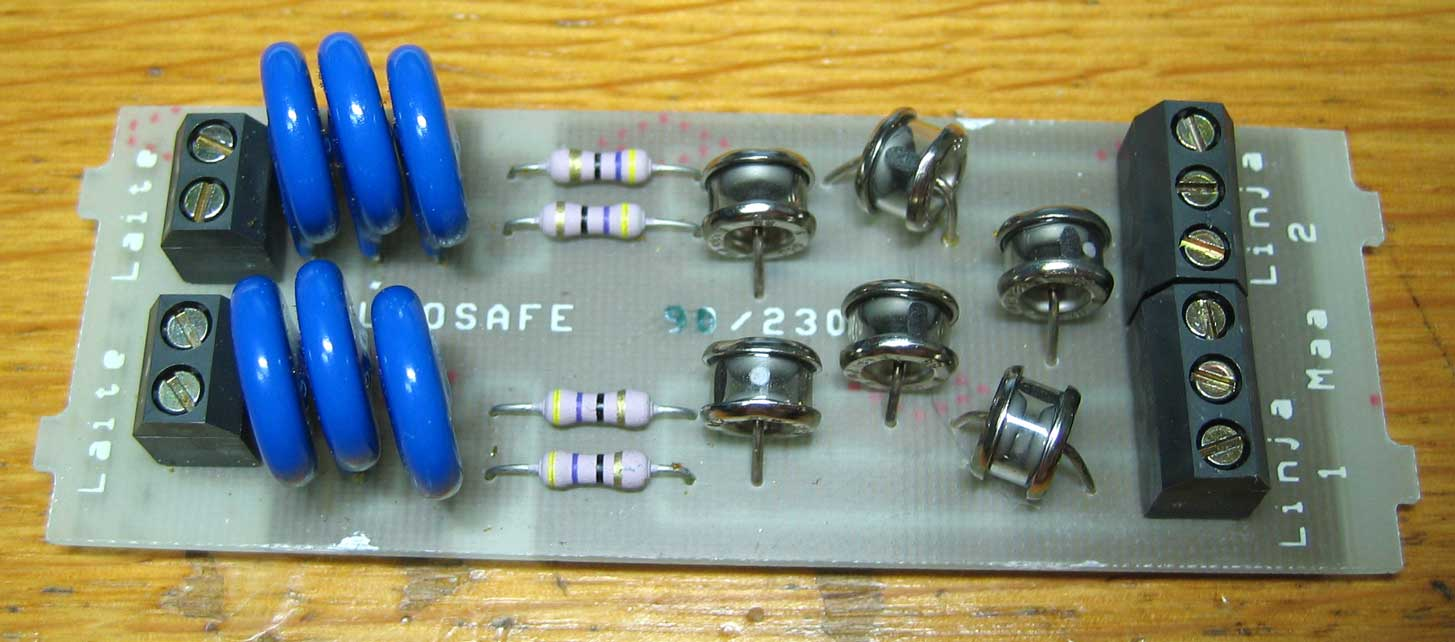
Ett typiskt överspänningsskydd med varistorer och gasurladdningsrör.

Överspänningsskydd används för att skydda elektriska apparater från överspänning. I samband med åskväder kan överspänningen leda till att apparater går sönder, exempelvis TV, datorer eller musikanläggningar. Överspänningsskyddet försöker att reglera spänningen till elektriska apparater genom att häva eller kortsluta spänningar över det maximalt tillåtna spänningsvärdet. 
Överspänningsskydd kan tillverkas av följande elektroniska komponenter:
- En säkring brinner ut eller säkerhetsbrytare kopplar ifrån när för mycket ström förbrukas.
- En järnfattig transformator kan överföra växelström som en vanlig järntransformator (om dock mindre effektivt), men överför inte plötsliga spänningsökningar då transformatorkärnan mättas snabbt.
- En metalloxidvaristor (MOV) är en liten komponent som kortsluts när den utsätts för en spänning över sin maximalspänning. På så sätt kortsluts överspänningen genom varistorn, så länge den resulterande effekten inte överstiger varistorns maximaleffekt: i så fall förstörs varistorn. Även om de inte förstörs försämras varistorers prestanda efter varje överspänningsstöt, och slutar alltså att fungera efter ett tag. Några överspänningsskydd har varningslampor som tänds när detta inträffat.
- En zenerdiod används ofta för att skydda mot överspänningar i elektriska kretsar, speciellt motorstyrkretsar.
- En induktans eller spole motstår plötsliga strömflödesförändringar. Dessa kopplas då i serie med elapparaten för att begränsa strömflödet.
- En kondensator motstår plötsliga spänningsändringar. Dessa kopplas parallellt med elapparaten för att begränsa spänningsändringarna.
- En ventilavledare används för att jorda överspänningar på elkraftnätet orsakade av åska.
- Ett gasurladdningsrör innehåller gas med lågt tryck. Vid en viss spänning sker en urladdning genom gasen.

Enklare överspänningsskydd skyddar ofta genom att utjämna överspänningar mot jord. Skyddsjorden är dock inte anpassad för de strömmar på 100-tals ampere som åsknedslag ofta innebär. Detta kan därför leda till skada på ett annat ställe i huset, eller i värsta fall brand.